# Recensement du Canada de 2001
Le Recensement du Canada de 2001 est le dénombrement de la population et des exploitations agricoles, de même que certaines de leurs caractéristiques, mené par Statistique Canada sur l’ensemble du territoire canadien au 15 mai 2001. Cette 13e édition du recensement canadien suit celle de 1996, le recensement étant tenu à tous les cinq ans, en vertu de la loi. La population totale du pays selon ce dénombrement est de 30 007 094 habitants au 15 mai 2001. Cela représente une hausse de 4 % par rapport au recensement du Canada de 1996, qui dénombrait 28 846 761 habitants.

## Principaux résultats
Lors du recensement de 2001, la population dénombrée du Canada est de 30 007 094 habitants.
| Population totale | 30 007 094 |
| ----------------- | ---------- |
| Logements         | 12 548 588 |
| Hommes            | 14 706 850 |
| Femmes            | 15 300 245 |
| Âge médian        | 37,6 ans   |
| Revenu moyen      | 31 757 CAD |

### Population des provinces, territoires et régions métropolitaines
| Rang | Province ou territoire    | Population 2006 | Population 2001 | Variation 2001-2006 (%) |
| ---- | ------------------------- | --------------- | --------------- | ----------------------- |
| 1    | Ontario                   | 11 410 046      | 10 753 573      | 6,1 %                   |
| 2    | Québec                    | 7 237 479       | 7 138 795       | 1,4 %                   |
| 3    | Colombie-Britannique      | 3 907 738       | 3 724 500       | 4,9 %                   |
| 4    | Alberta                   | 2 974 807       | 2 696 824       | 10,3 %                  |
| 5    | Manitoba                  | 1 119 583       | 1 113 898       | 0,5 %                   |
| 6    | Saskatchewan              | 978 933         | 990 237         | 1,1 %                   |
| 7    | Nouvelle-Écosse           | 908 007         | 909 282         | 0,1 %                   |
| 8    | Nouveau-Brunswick         | 729 498         | 738 133         | 1,2 %                   |
| 9    | Terre-Neuve-et-Labrador   | 512 930         | 551 792         | 7 %                     |
| 10   | Île-du-Prince-Édouard     | 135 294         | 134 557         | 0,5 %                   |
| 11   | Territoires du Nord-Ouest | 37 360          | 39 672          | 5,8 %                   |
| 12   | Yukon                     | 28 674          | 30 766          | 6,8 %                   |
| 13   | Nunavut                   | 26 745          | 24 730          | 8,1 %                   |